# 松平郷

松平親氏銅像

松平郷（まつだいらごう）は、三河国の戦国大名から江戸幕府の将軍家へと発展する松平氏・徳川氏の発祥地の郷である。巴川（足助川）東岸の山地の中の小集落で、三河国加茂郡に属し、現在の愛知県豊田市松平町にあたる。一帯に残る館跡、城跡等は松平氏遺跡として国の史跡に指定されている。

## 史料考察
徳川の家譜などでは、松平親氏が松平郷に到来したとなっているが、松平の村落名の初見は、天文元年（1532年）8月29日の足助町四ツ松の十明神社唐櫃銘の三州松平に住む前出雲守沙弥道悦（松平長親）が奉納したとするものである。
それに対して、松平氏の姓名のほうは、親元日記に、寛正6年（1465年）5月26日松平和泉入道（信光）とあるのが初見。また、寛正年間に菅浦文書から、松平益親という人物がいたこともわかっている。
松平氏の名前のほうが、史料上初見であり、親元日記には松平郷という村落名は見えず、松平郷の初見が天文時代であることから、松平郷から松平氏が発祥したとする流れは疑問がある。

## 沿革

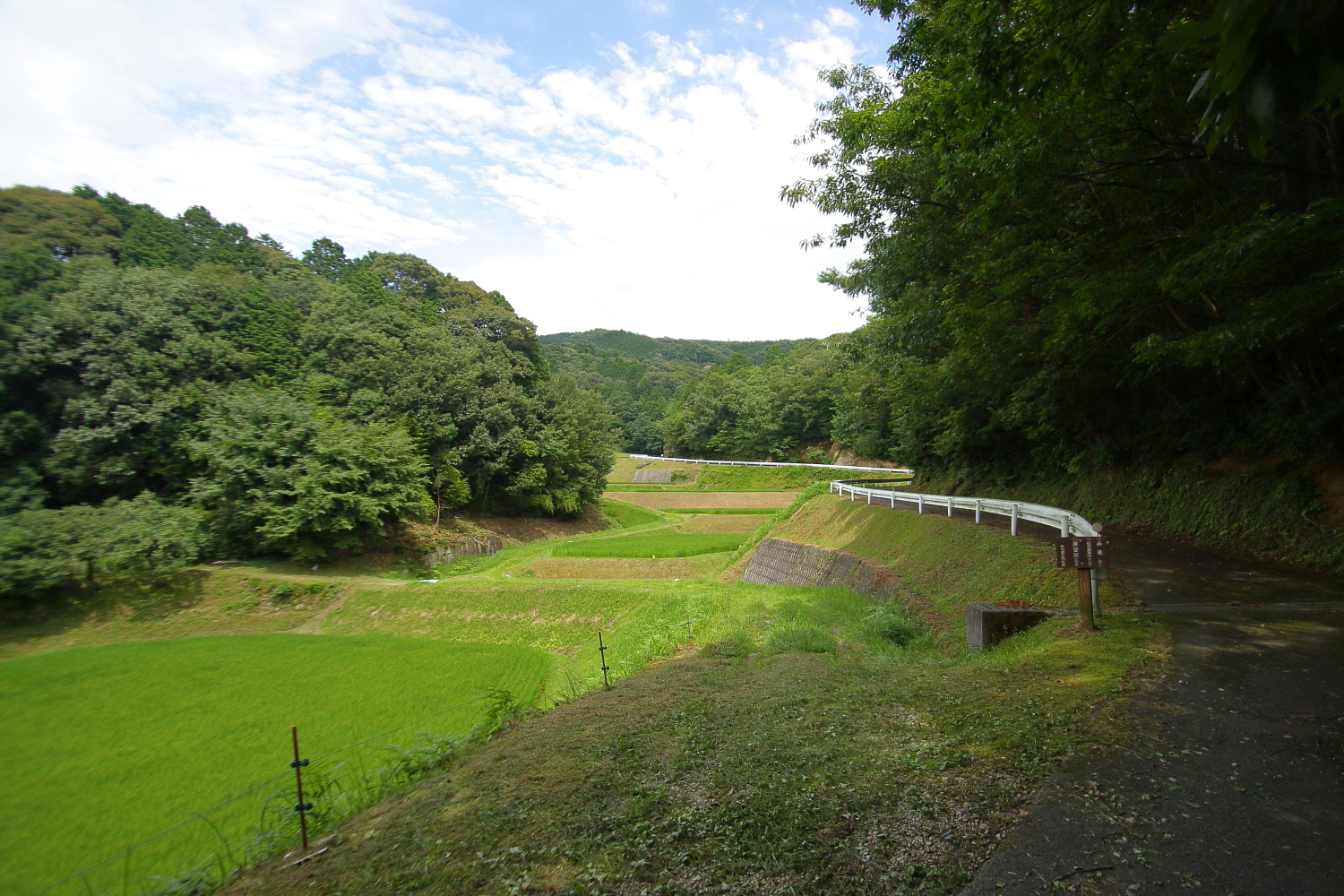
山間部に典型的な谷戸田が散在する松平郷の風景 （2009年（平成21年）7月）
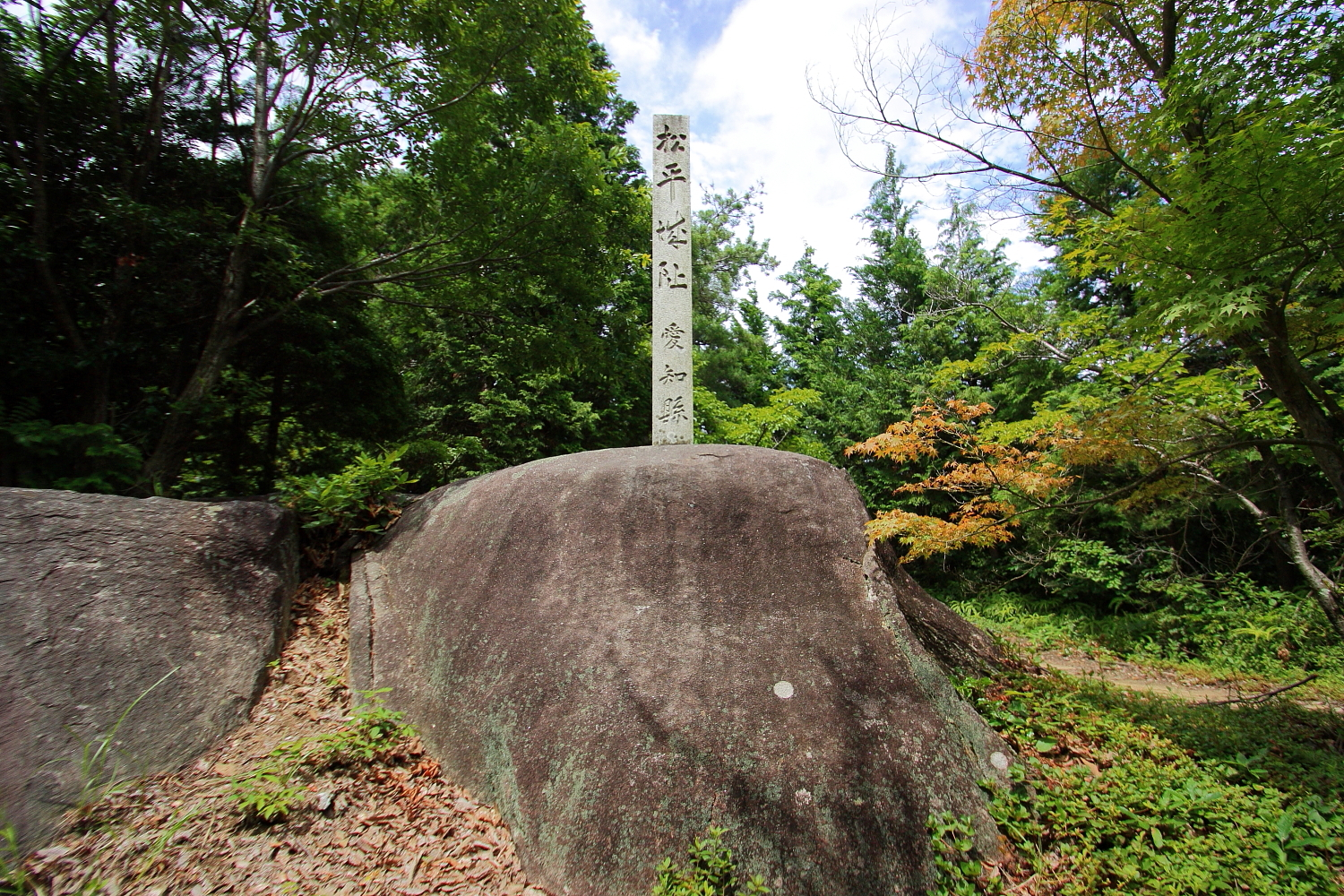
郷敷城主郭部 （2009年（平成21年）7月）

15世紀以前の松平郷についての詳細は明らかではない。後世まとめられた松平氏の系譜によると、賀茂神社系の賀茂氏の末裔に当たる松平信盛が松平郷を開拓しその領主となり、松平太郎左衛門少尉を通称とした。つまり松平郷領主の松平氏である。
14世紀の末に南北朝時代の争乱で没落した世良田氏（得川氏）の出身と称する時宗の放浪僧の徳阿弥が父の長阿弥（世良田有親）とともに現地に流れ着き、当時の松平郷領主である松平信重（信盛の後裔の松平信頼の子）は徳阿弥の和歌に通じた教養と武勇を買う。徳阿弥は還俗し、その娘婿となり松平太郎左衛門親氏と名乗り、松平郷領主の松平氏の名跡を相続したという。以上、徳川氏が三河守任官のため作成した系図によるが、近年の研究により否定されている。
親氏は松平郷の一角に松平城（郷敷城）を築き、その嫡子（実際は弟か叔父）とする泰親とともに近隣十数か村を切り従えたと伝えられるが、親氏は実在したかどうか疑問をもたれている。
泰親を継いだ信光は額田郡に進出し、岩津城（岡崎市岩津町）に本拠地を移した。このときの松平郷は、泰親の子で、信光の叔父（実際は親氏の子で、信光の長兄）の松平信広に譲られた。信広の子孫は松平郷を世襲し、代々「松平太郎左衛門」を通称として、松平郷松平家（挙母松平家）となった。
松平郷の地は江戸幕府により交代寄合に列せられた松平郷松平氏に改めて授けられ、江戸時代を通じてその所領であった。
明治維新後、周辺の村々とあわせて西加茂郡松平村ついで松平町となり、1970年（昭和45年）に豊田市に編入される。
現在の松平の地は、日本有数の工業都市豊田市にありながら、静かな趣のある山間の集落である。豊田市は松平親氏の没年を1393年とする説から1993年（平成5年）に「親氏公600年祭」を行い、松平信盛から松平郷松平氏に至る居館であった松平館近辺を「松平郷園地」として公園整備を行った。松平東照宮、松平城址や親氏の開基した松平家菩提寺高月院（徳川家光が改築。親氏と泰親の墓がある）も残っており、これらは初期松平氏の状況をよく残しているため「松平氏遺跡」として2000年（平成12年）に国の史跡に指定された。

## 松平氏遺跡

### 松平氏館跡
松平東照宮（まつだいらとうしょうぐう）は、愛知県豊田市松平町赤原13にある東照宮。文化財としては「松平氏遺跡」のうち「松平氏館跡」として国の史跡に指定されている。
松平親氏を祀り、さらに松平郷松平家が大正時代まで在住した。境内には徳川家康産湯の井戸跡や松平家の屋敷跡などの史跡がある。近隣には松平家の菩提寺である高月院や松平城址などの史跡が散在する。
元和5年（1619年）、9代松平尚栄が、八幡宮（現在の松平東照宮）に東照大権現を勧請した。
なお、この神社の敷地自体が松平家の屋敷「松平氏館」の跡で、現在でも石垣や濠などが残されている。

### 高月院
高月院は愛知県豊田市松平町寒ヶ入44にある寺。
1367年に足助重政が建立したと伝えられる、建立当時は寂静寺と呼ばれていたが
1377年に松平親氏が堂塔を寄進してから高月院となり、以後松平氏の菩提寺となる。
1602年には、徳川家康より100石下賜されるなど、江戸幕府の保護を受ける。
山門と本堂は徳川家光の命により1641年に建てられたものとされる。
境内には初代松平親氏及び第二代松平泰親の墓もあるほか、第七代住職存牛が松平親忠の子であった関係で、親忠夫人の墓も並んで配されている。

### その他
- 松平城跡
  - 愛知県豊田市松平町三斗蒔11。

- 大給城跡
  - 愛知県豊田市大内町城下14。

## その他
作家の司馬遼太郎が生前、NHKのテレビ番組の取材でこの地を訪れたが、前述の公園整備の結果、昔の面影がほとんどなくなってしまったと感じたらしく「大いに失望した」と嘆いていた。
松平郷内の休憩所「天下茶屋」向かいには、幻想画家・蛇雄のアトリエ兼ギャラリーがある。

## ギャラリー

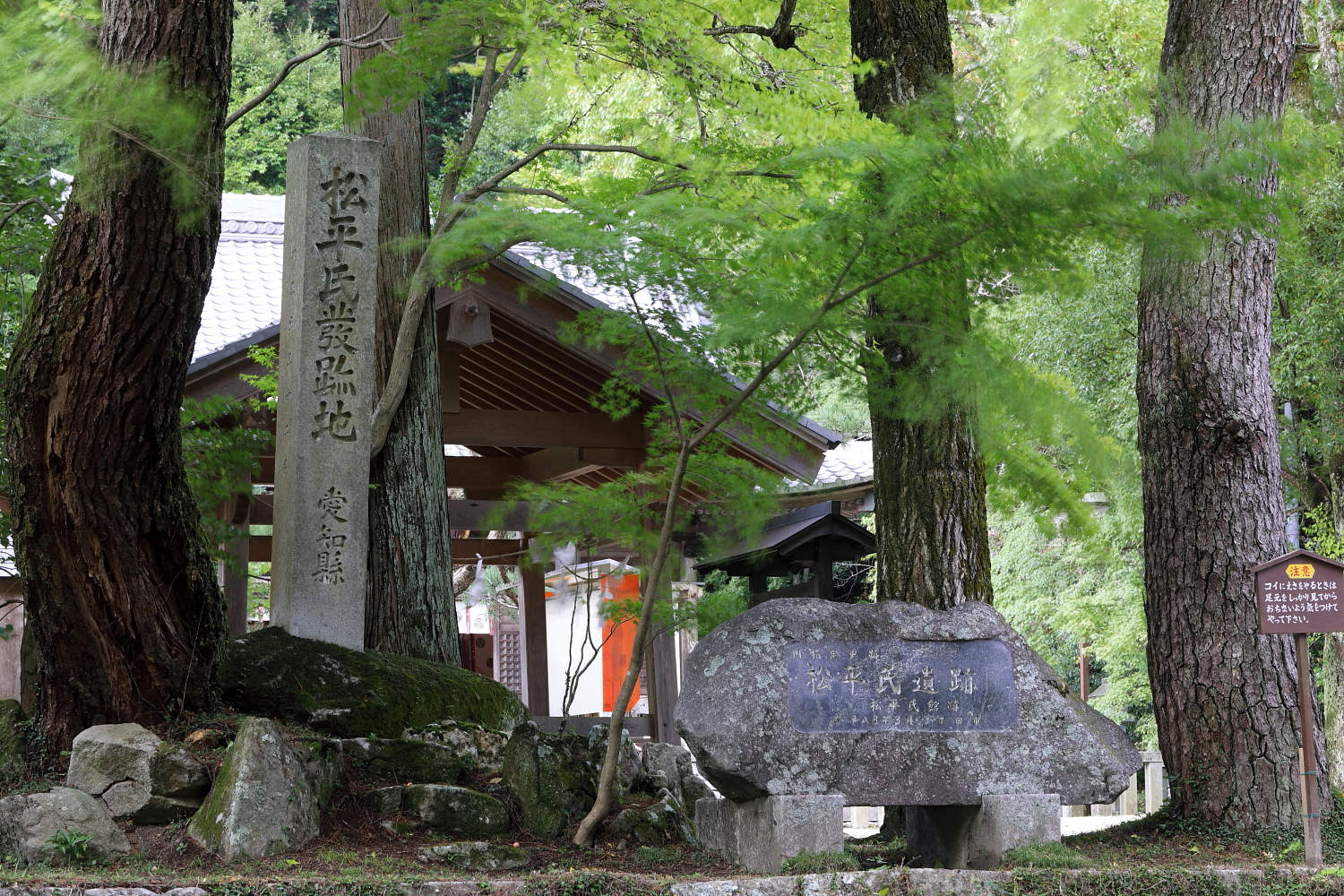
「松平氏発跡地」碑 （2019年（令和元年）10月）
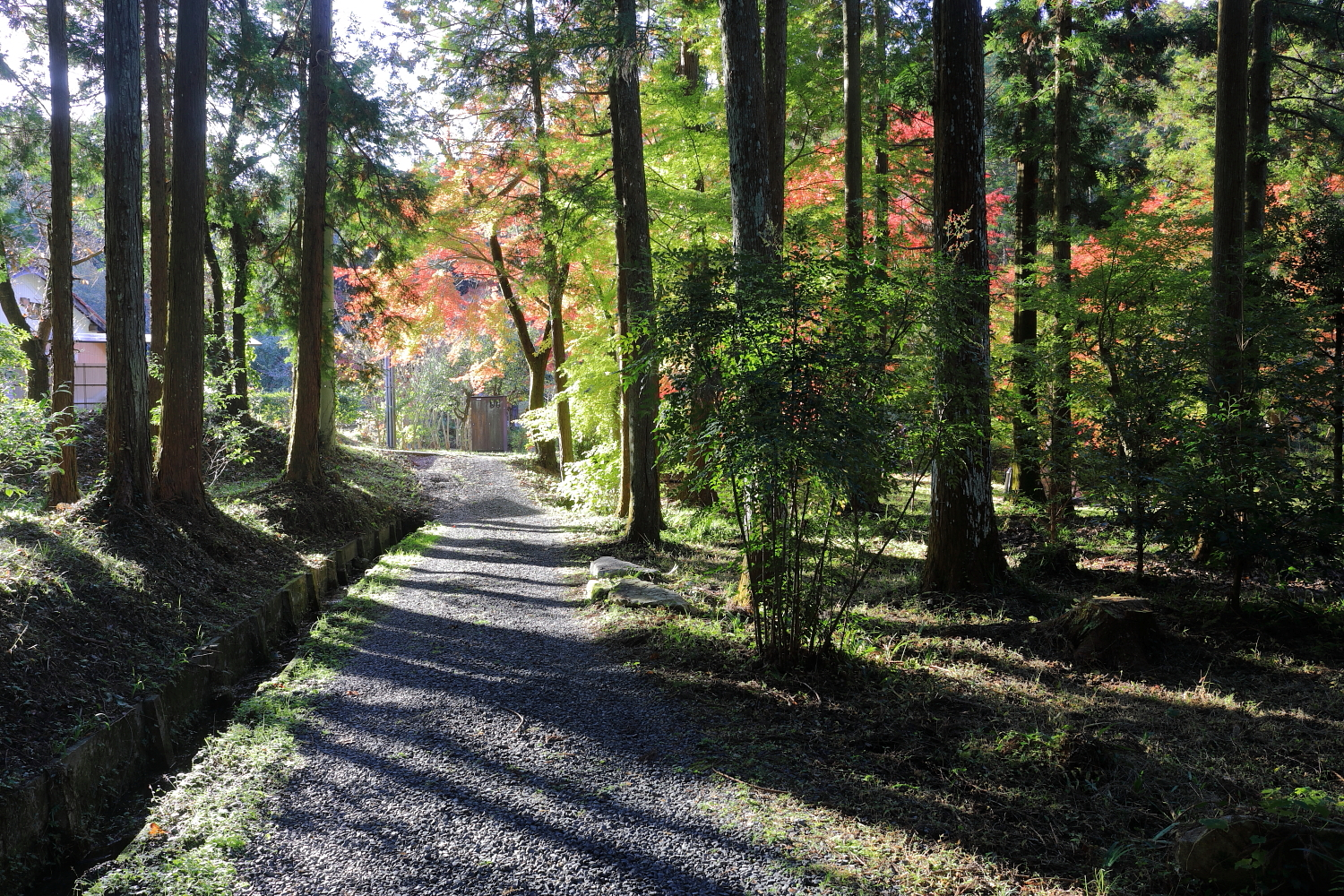
八幡神社東参道 （2019年（令和元年）11月）
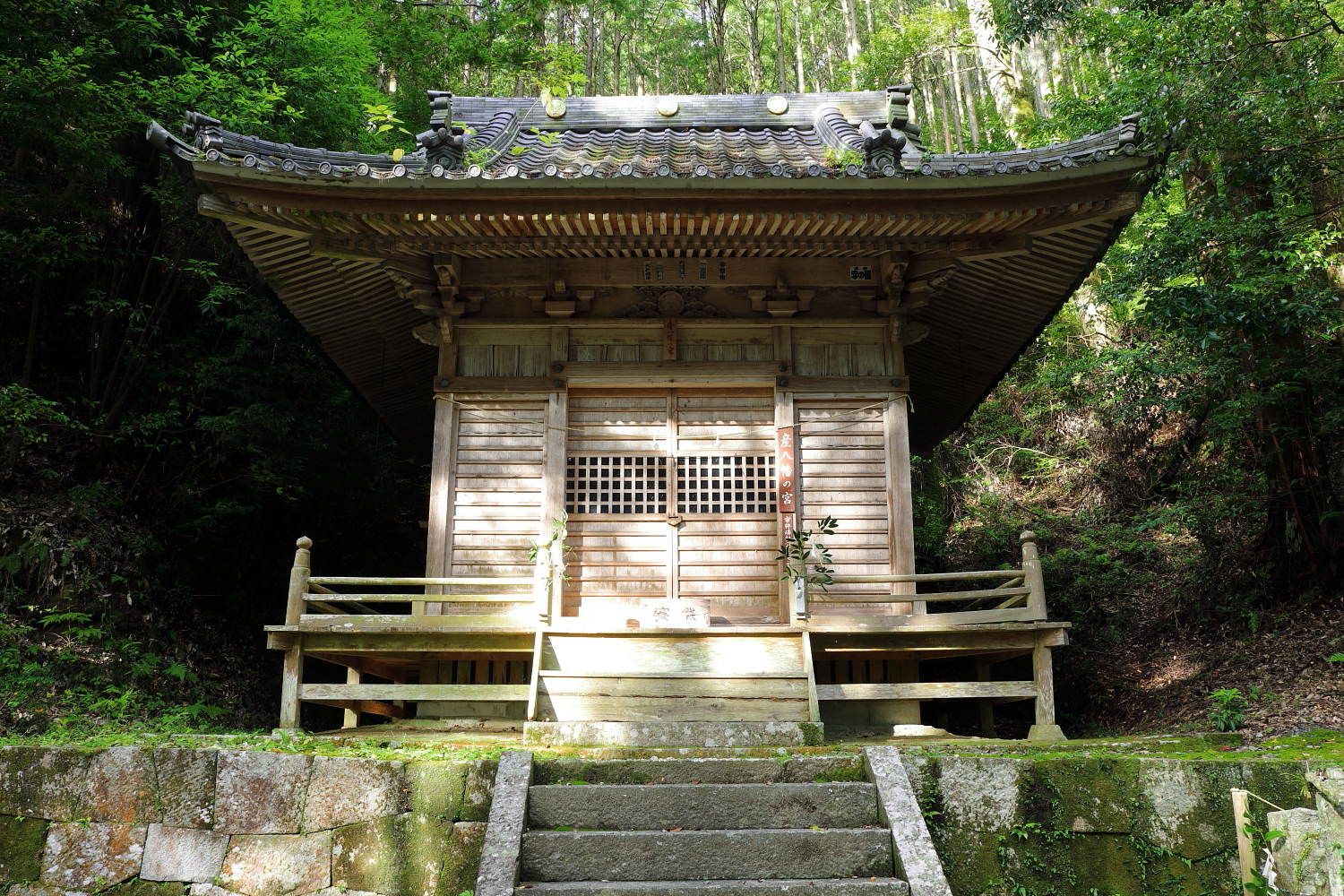
松平氏館跡の最奥部にある八幡神社 （2019年（令和元年）10月）
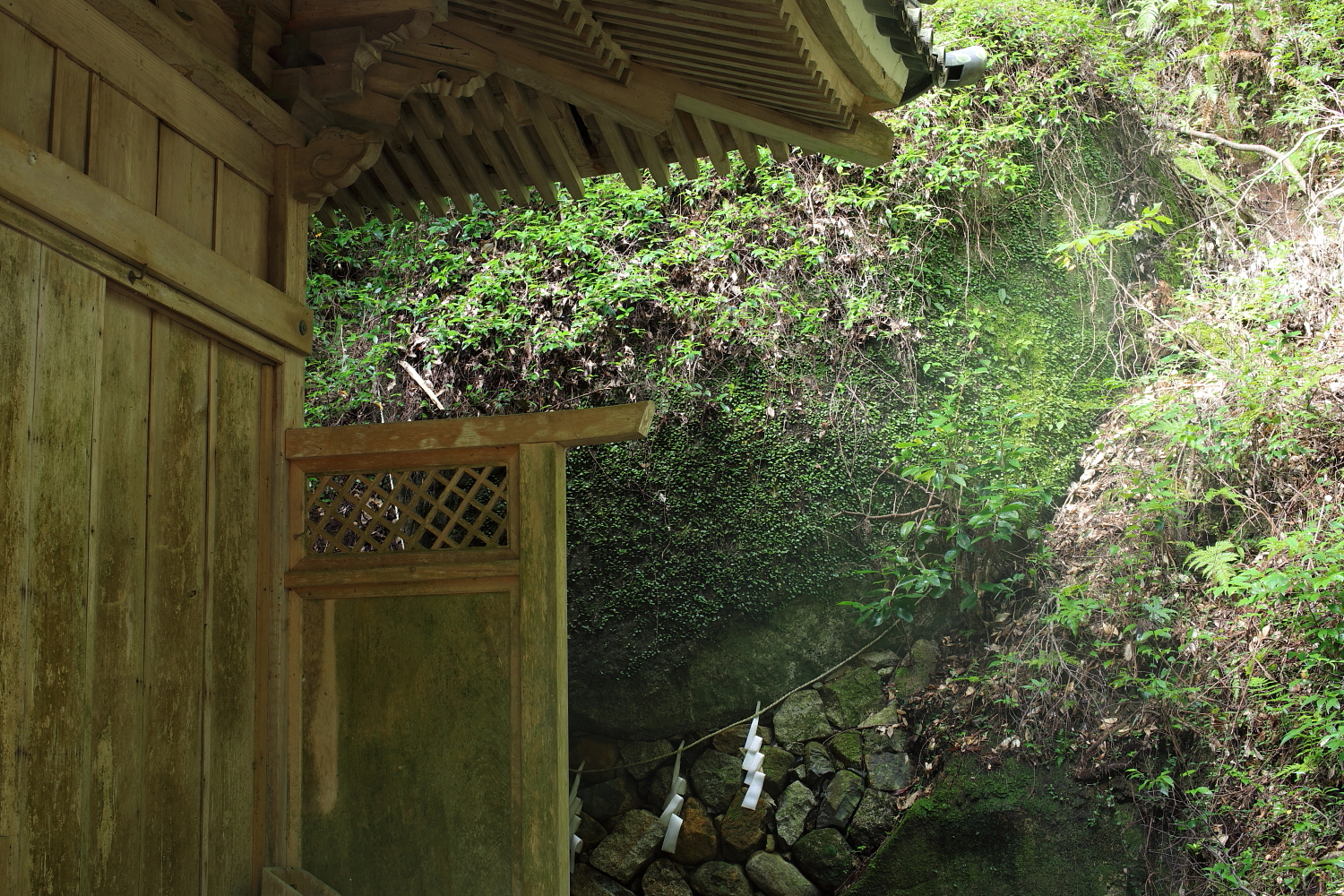
八幡神社の神体といわれる巨岩 （2019年（令和元年）10月）
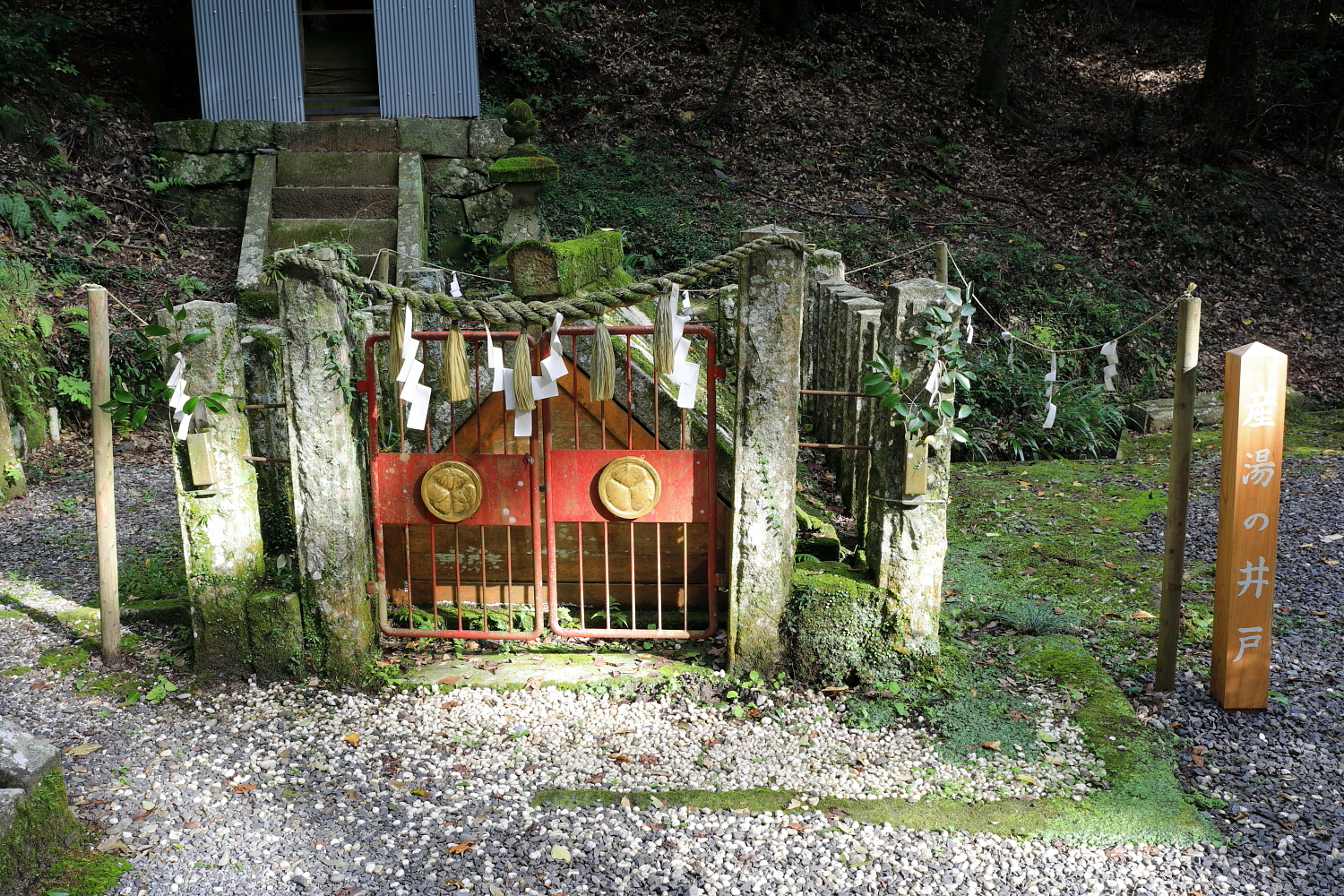
産湯の井戸 （2019年（令和元年）10月）
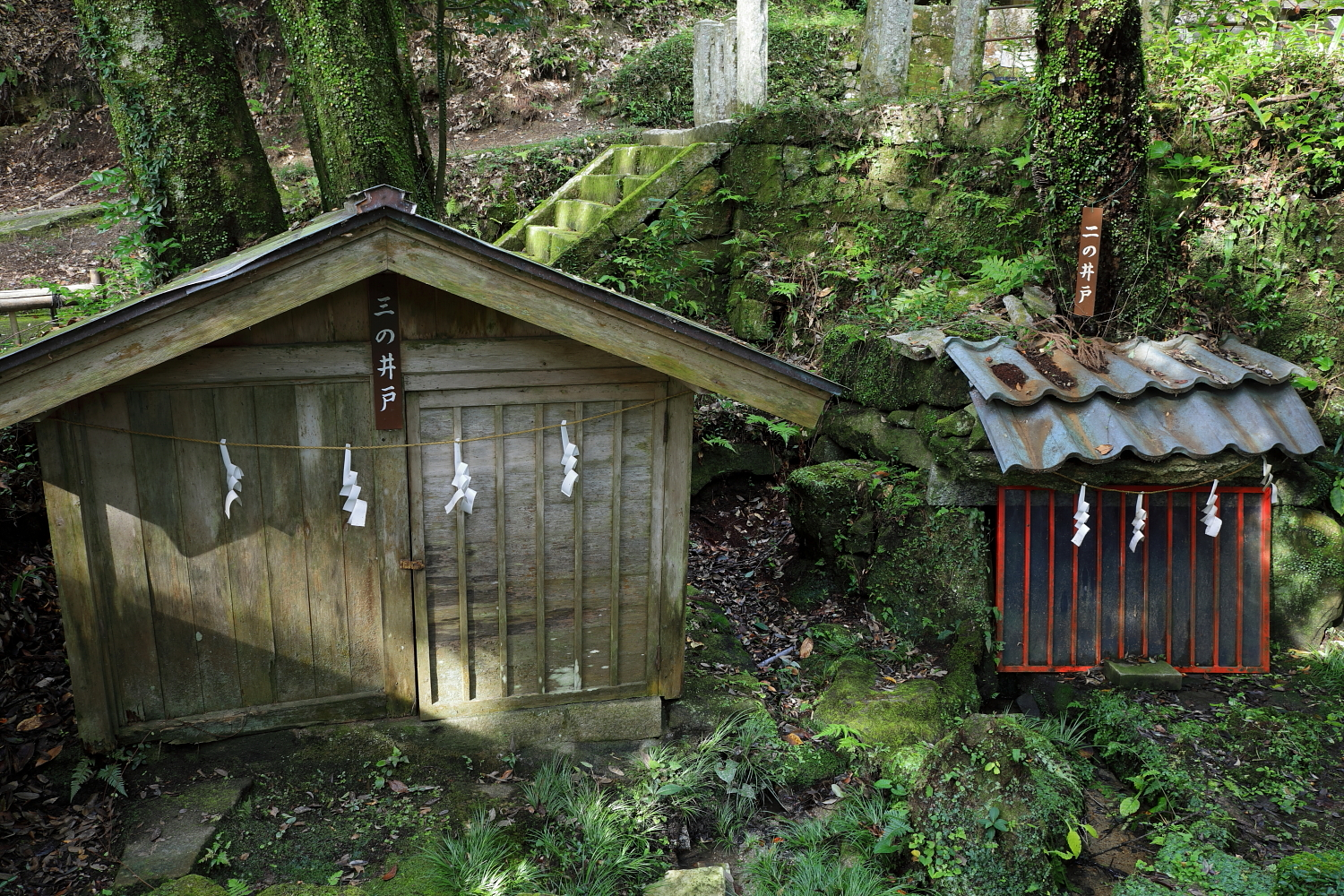
二の井戸・三の井戸 （2019年（令和元年）10月）
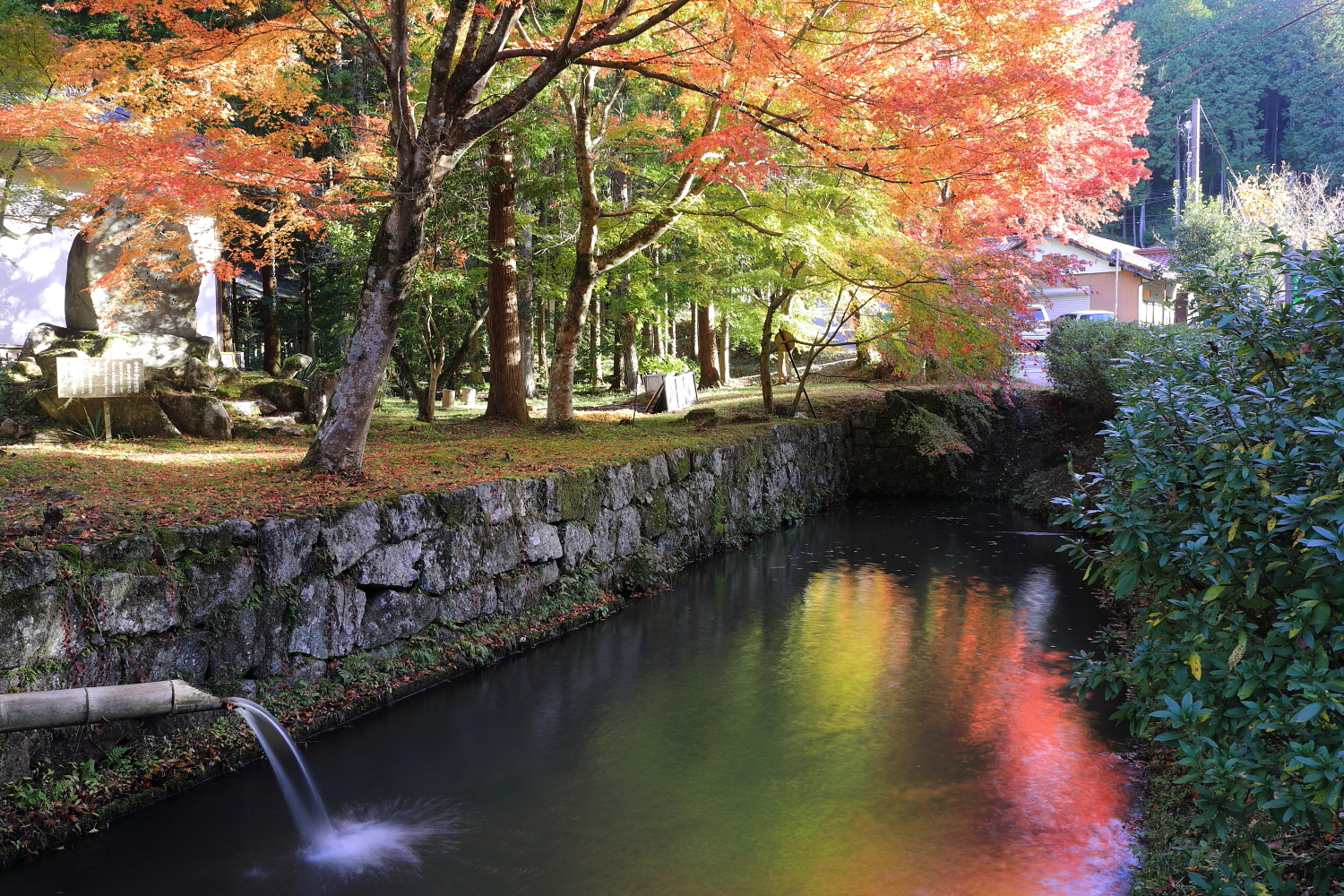
松平氏館跡水濠 （2019年（令和元年）11月）
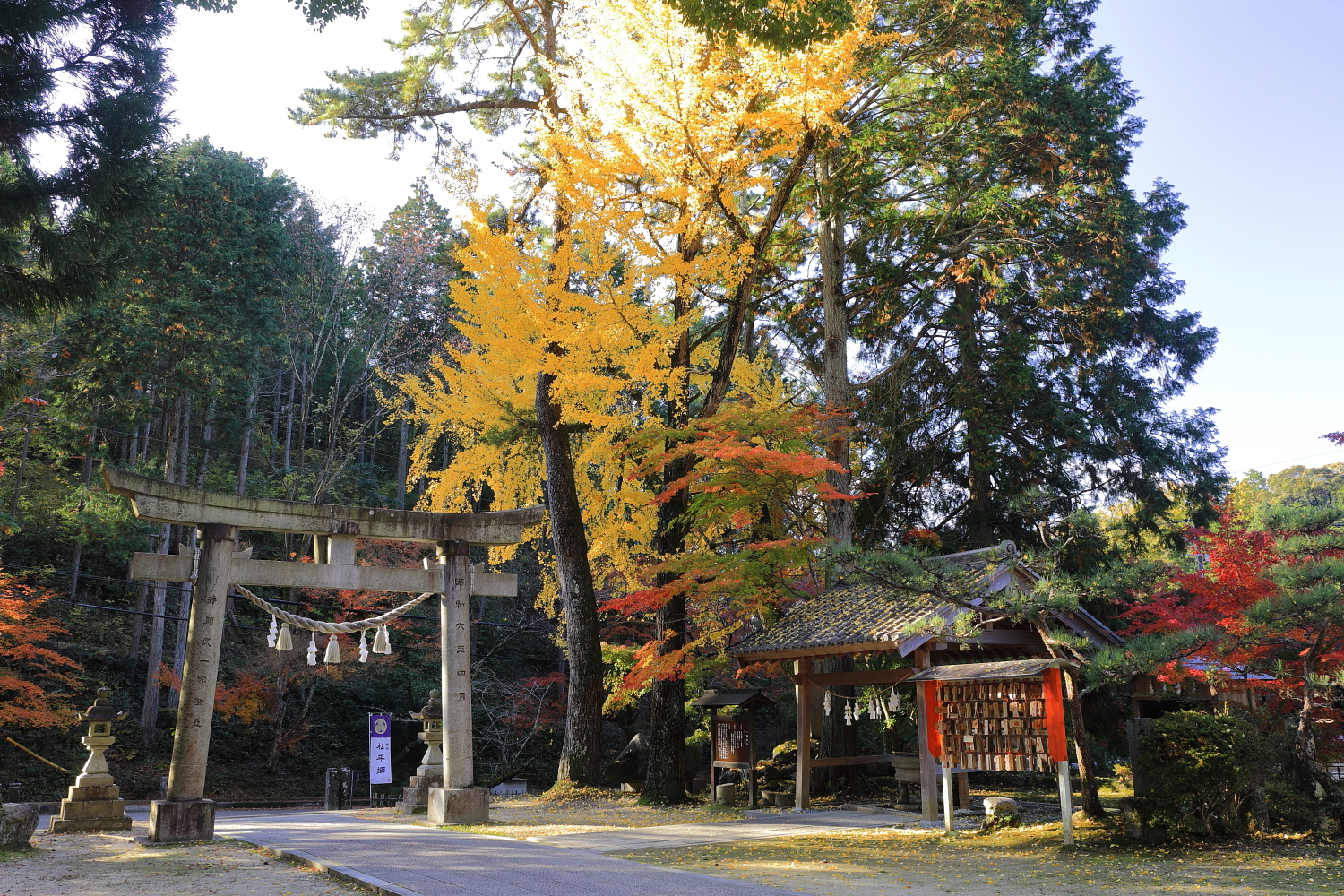
松平氏館跡 - 松平東照宮境内 （2019年（令和元年）11月）
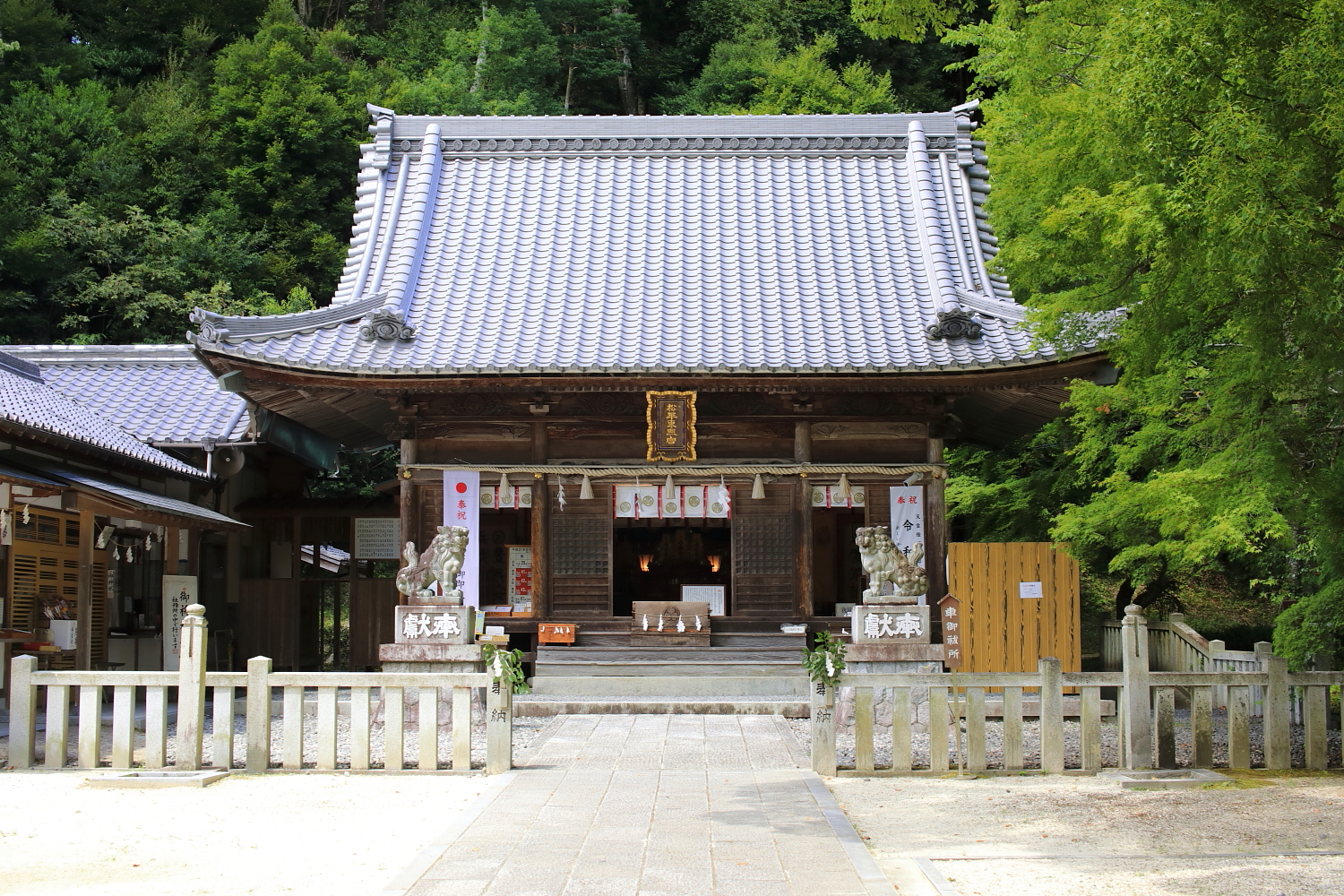
松平東照宮拝殿 （2019年（令和元年）8月）
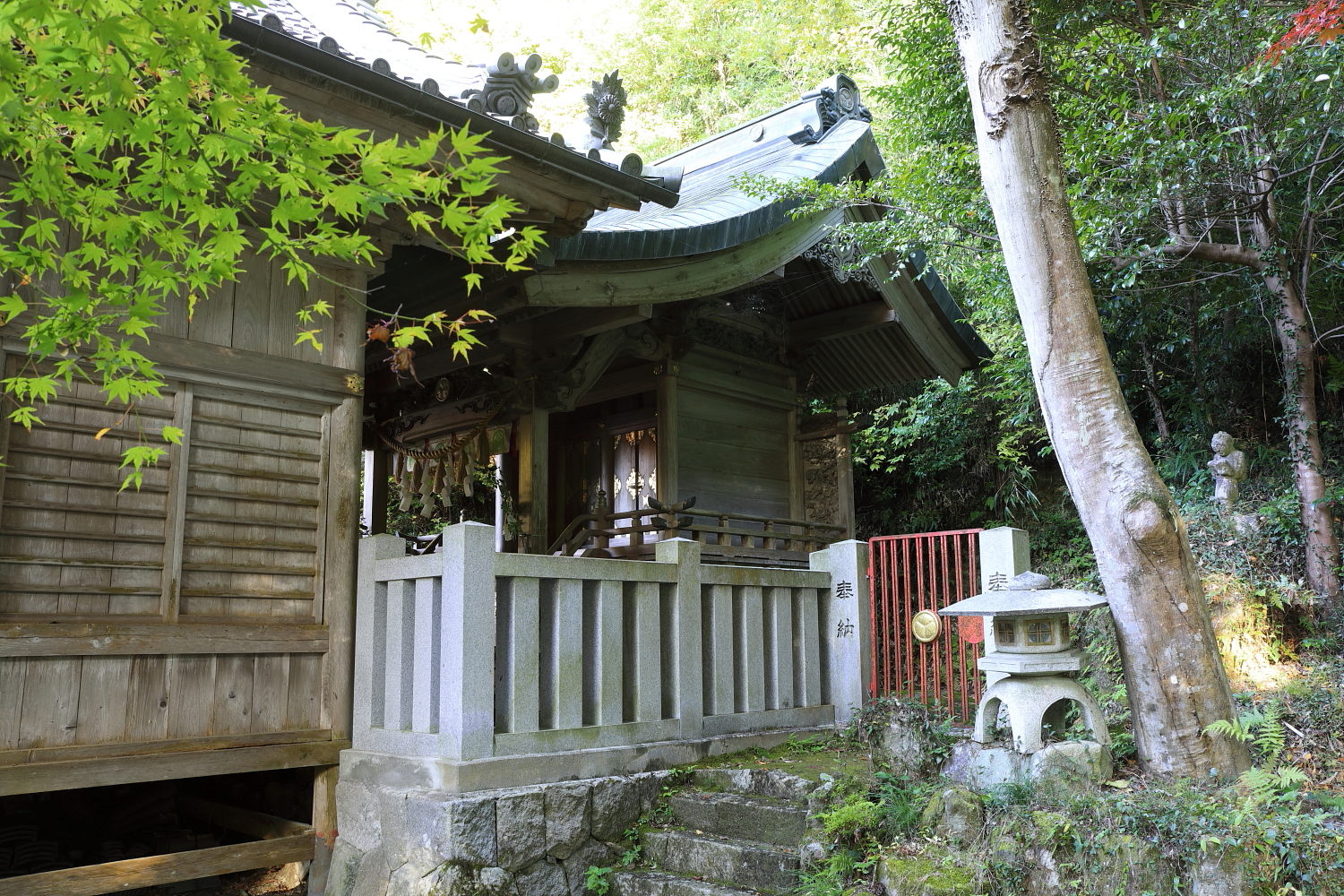
松平東照宮本殿 （2019年（令和元年）11月）
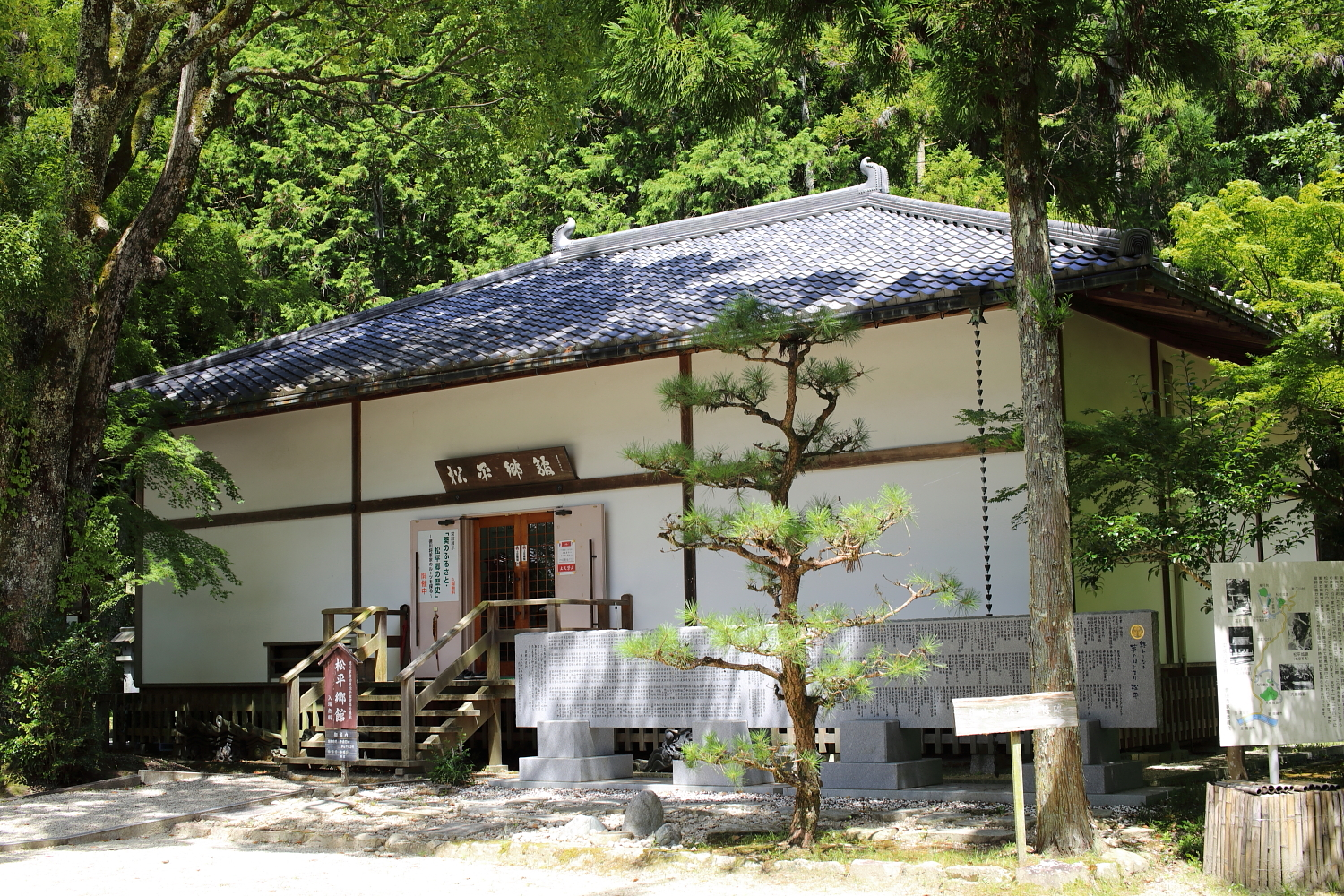
松平氏に関する展示を行っている松平郷館 （2019年（令和元年）8月）
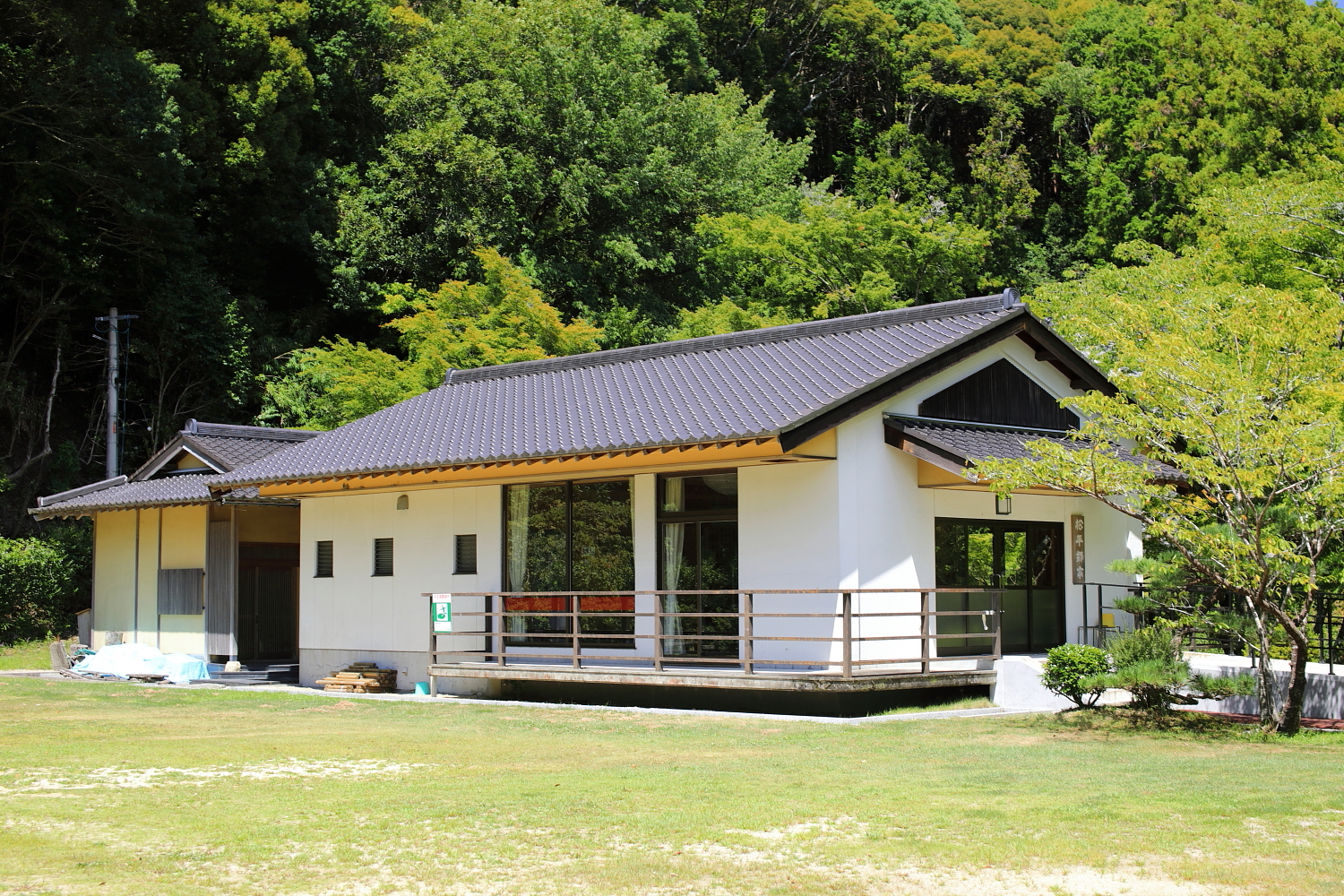
松平郷亭（休憩所） （2019年（令和元年）8月）
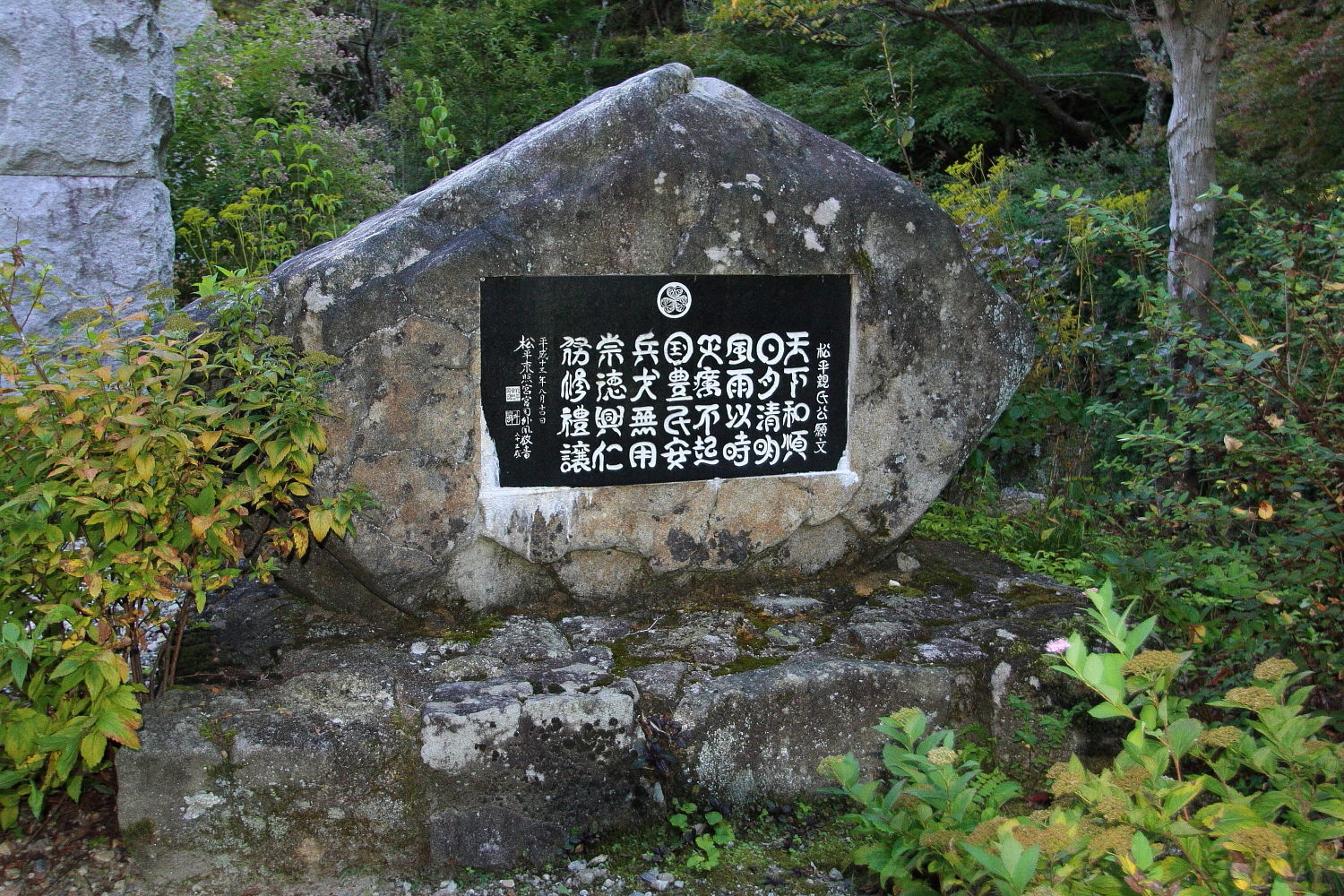
松平親氏願文（祝聖文）碑 （2009年（平成21年）9月）
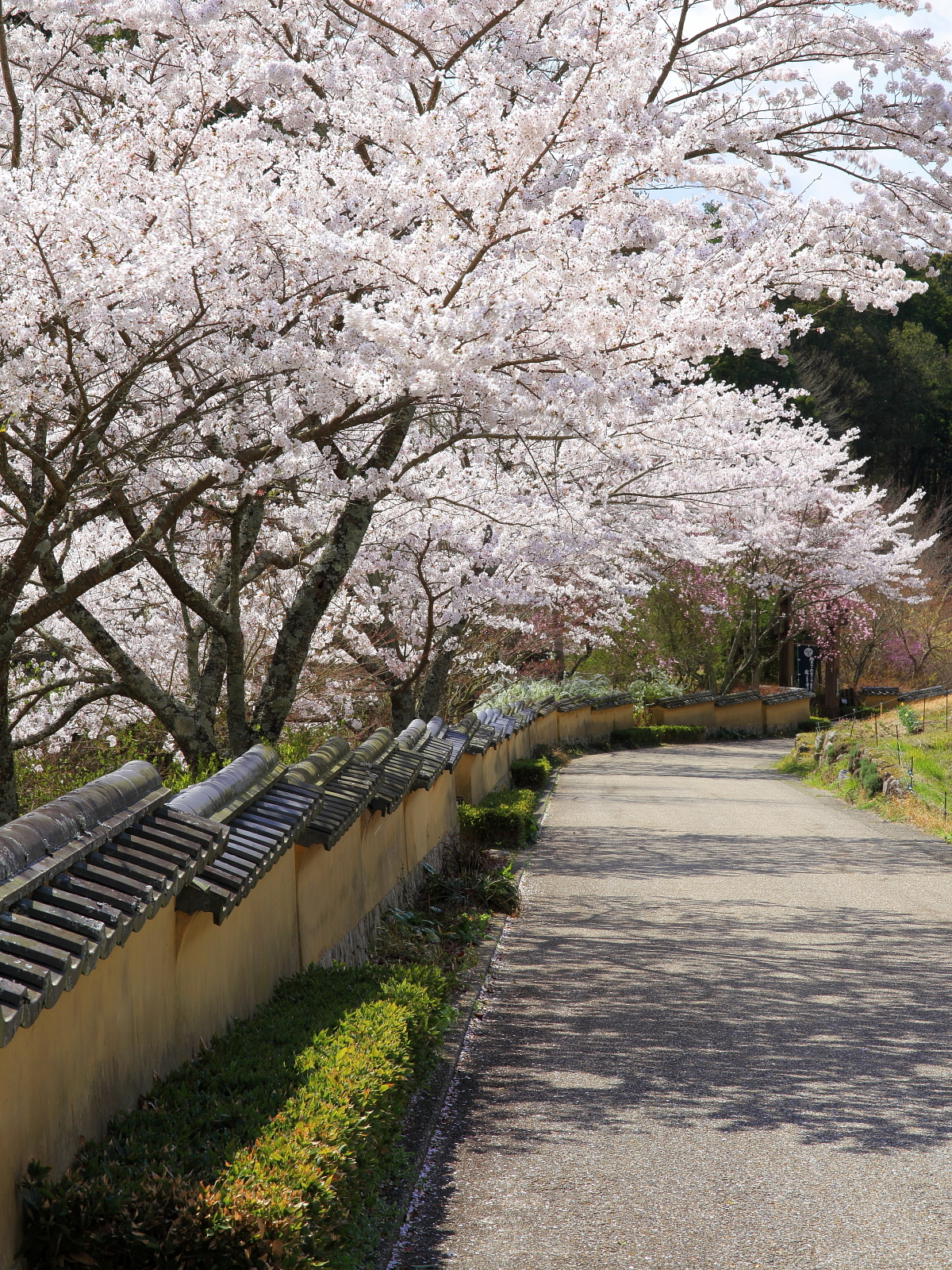
室町塀と桜並木 （2014年（平成26年）4月）
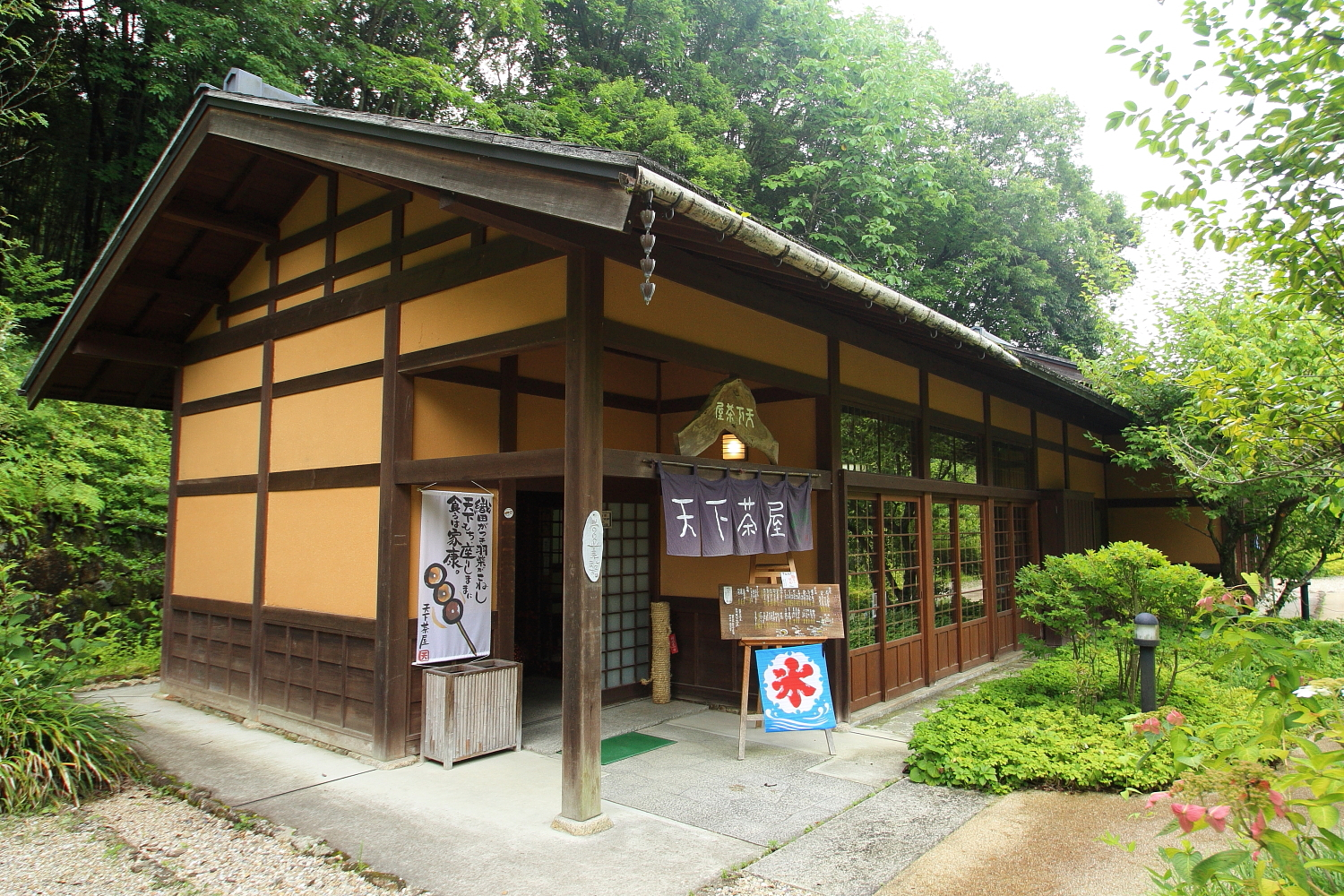
天下茶屋 （2009年（平成21年）7月）
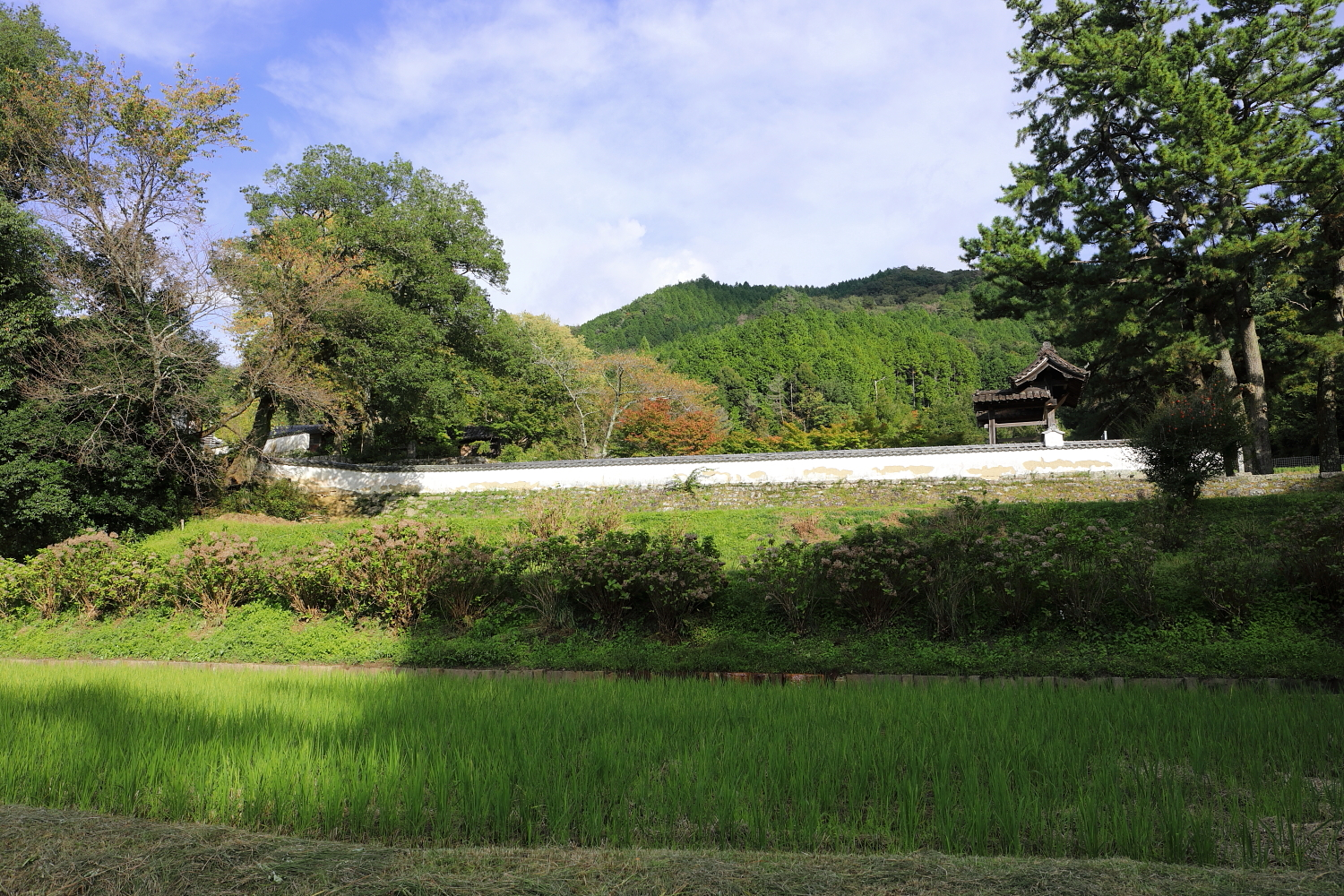
高月院参道土塀 （2019年（令和元年）10月）
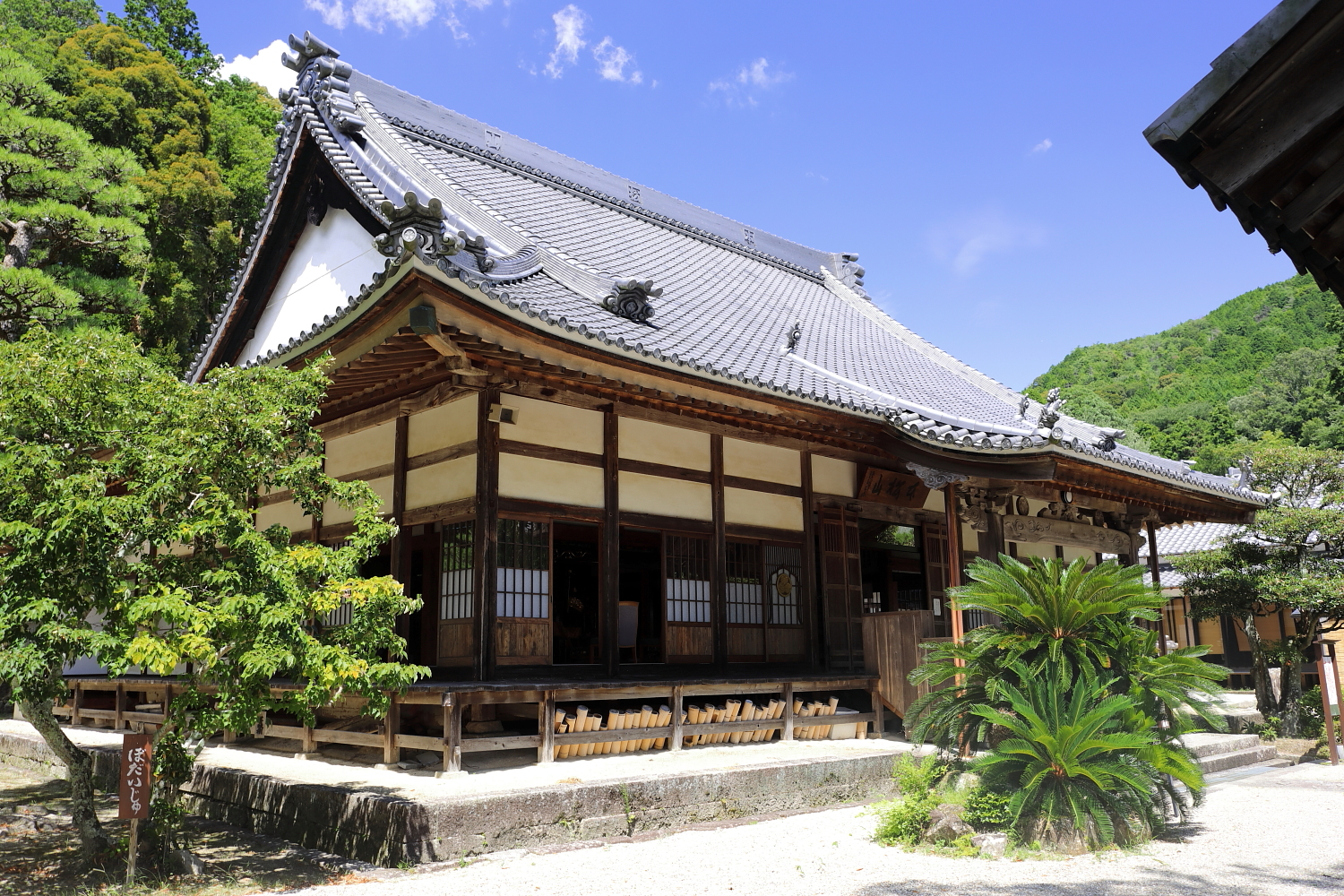
高月院本堂 （2019年（令和元年）8月）
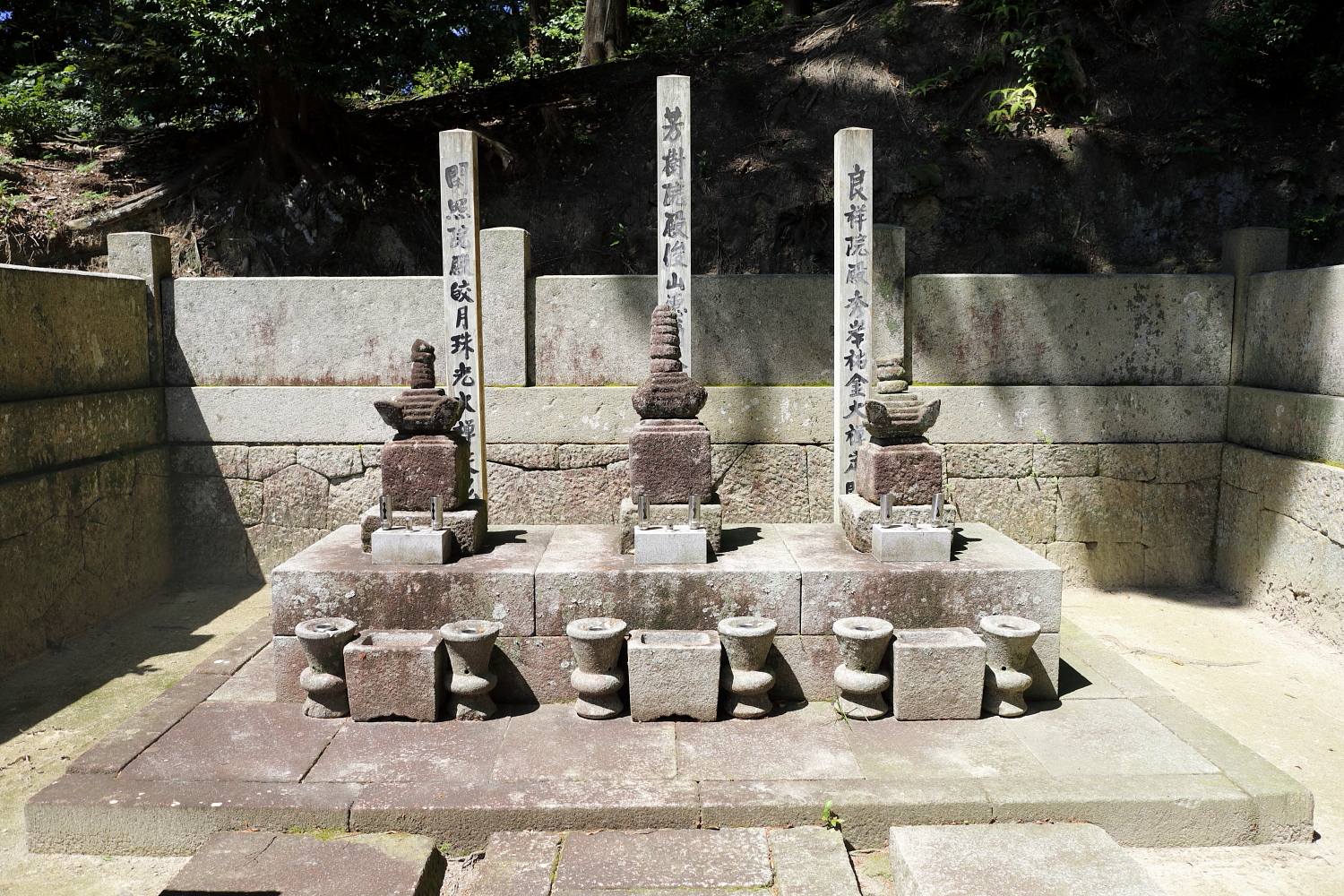
宝篋印塔3基（左より閑照院皎月尼（松平氏第4代松平親忠夫人）、松平親氏、第2代松平泰親の墓塔とされる） （2019年（令和元年）8月）
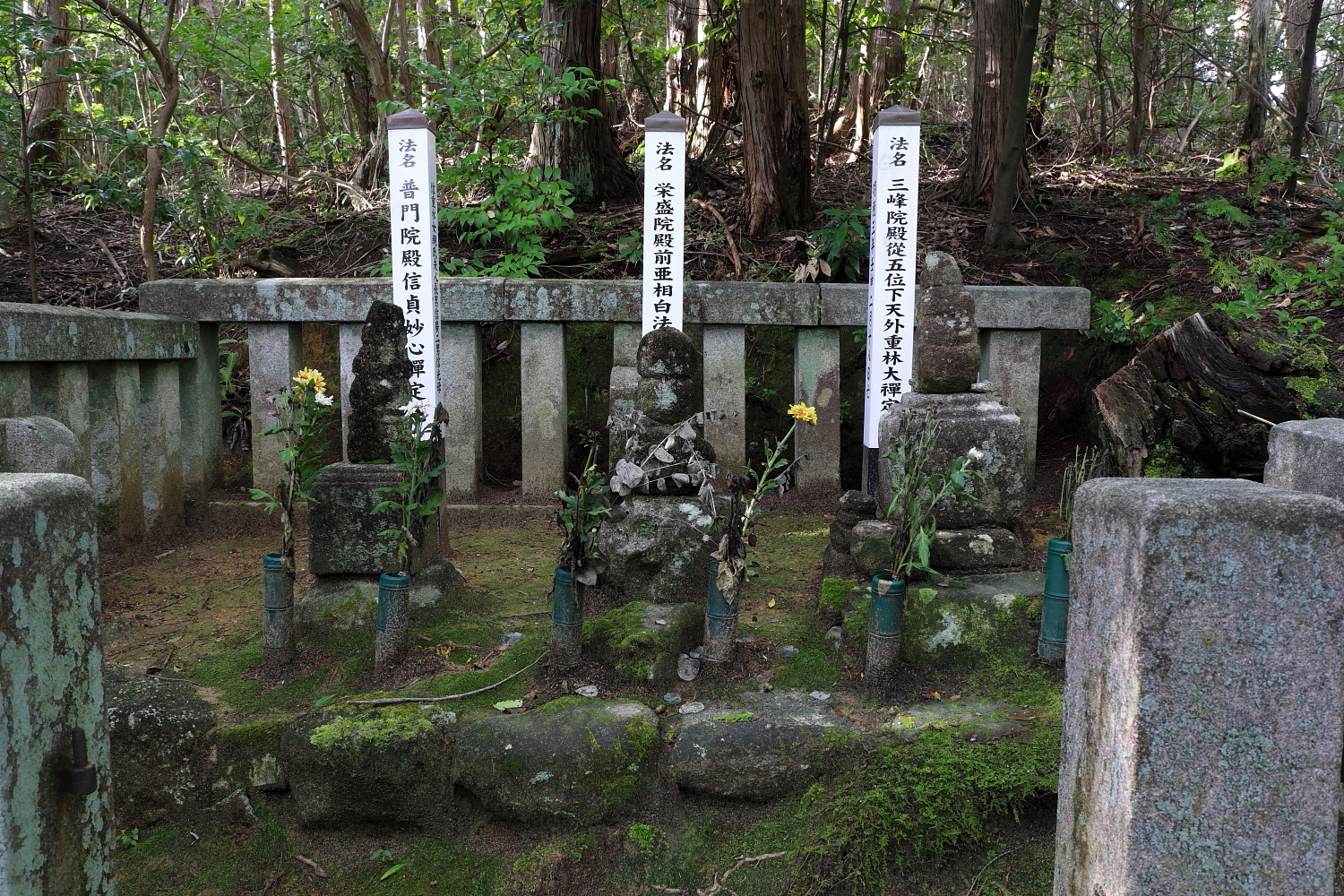
在原家墓所 （2019年（令和元年）10月）
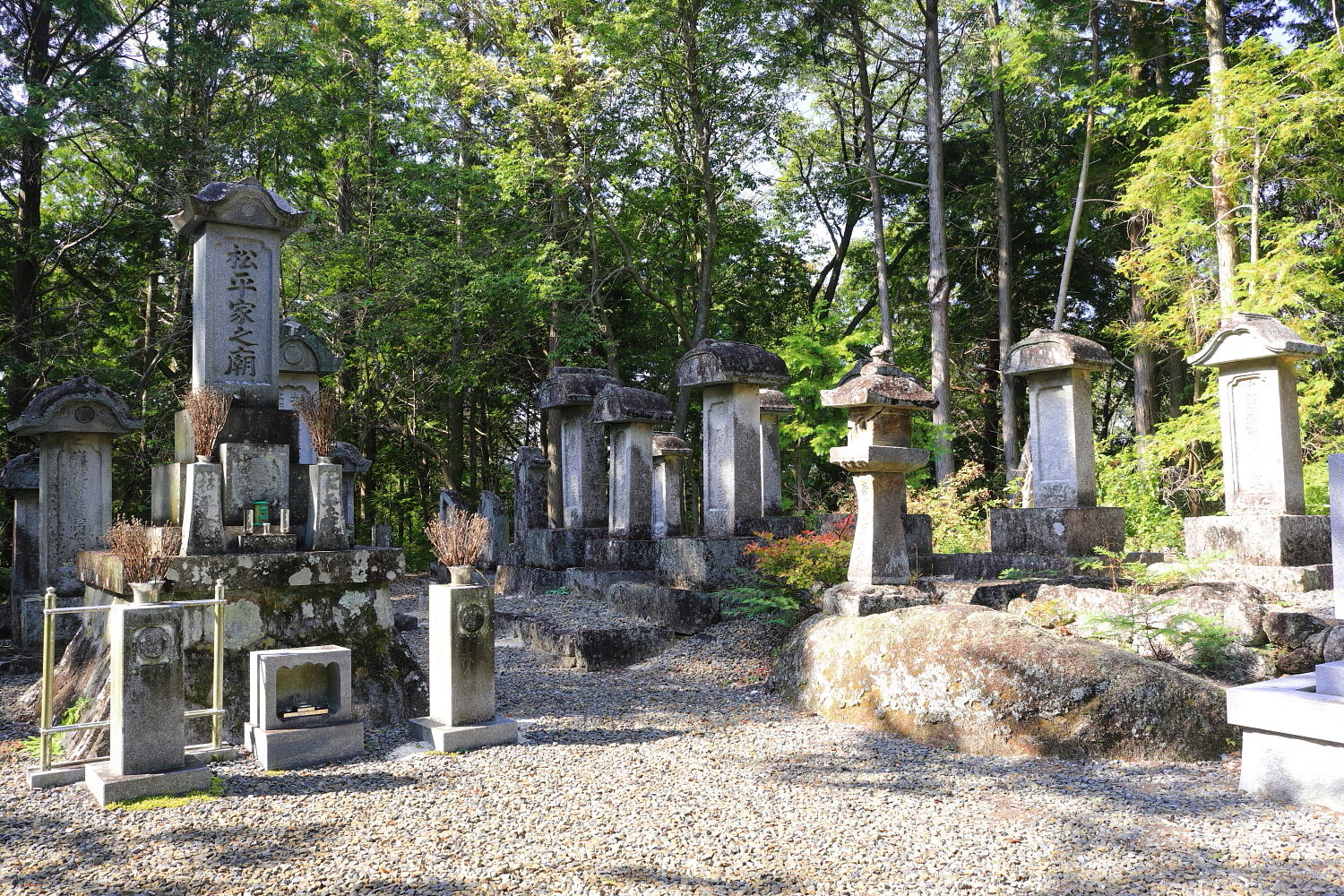
松平郷松平家墓所 （2019年（令和元年）11月）
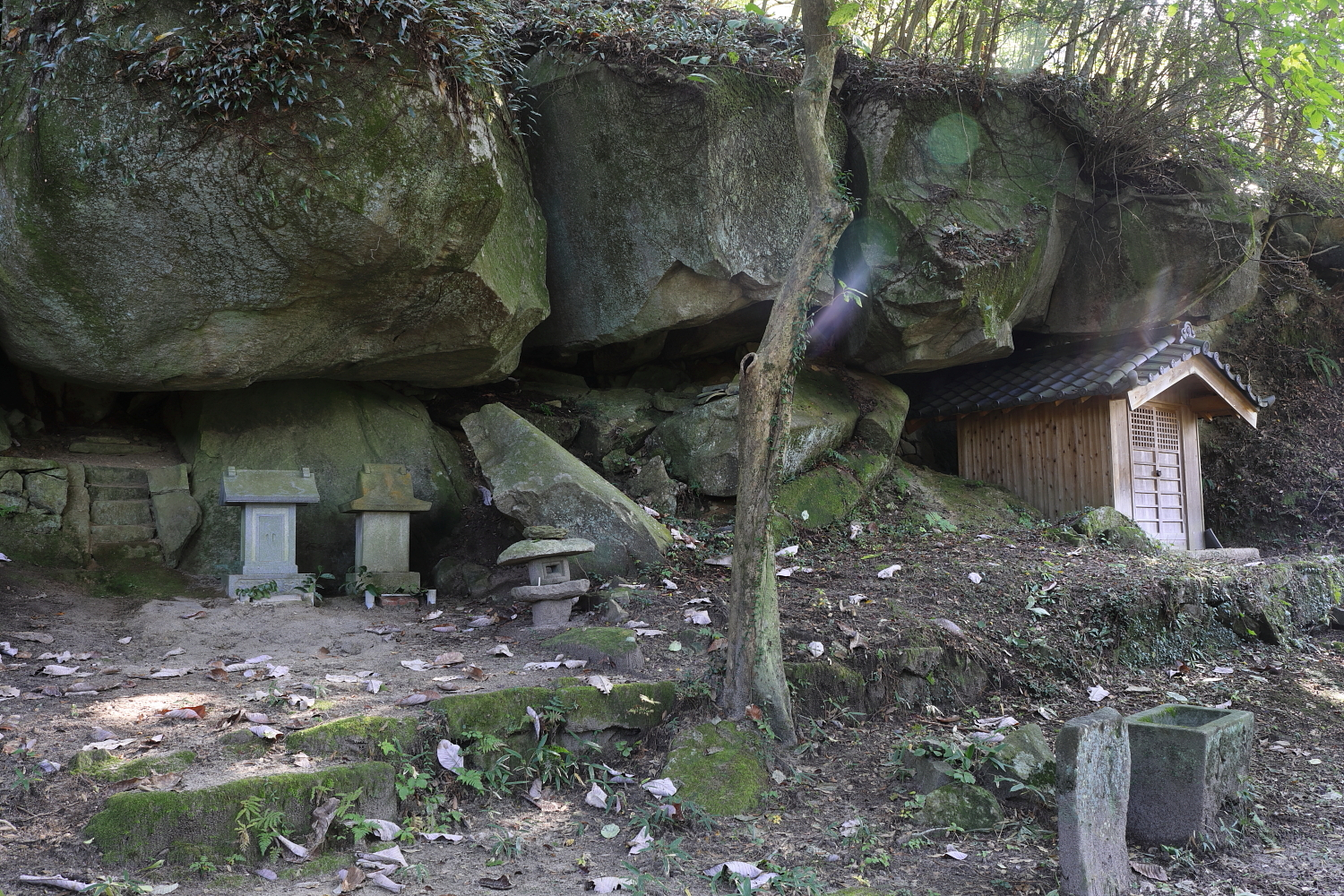
松平親氏行場 （2019年（令和元年）11月）
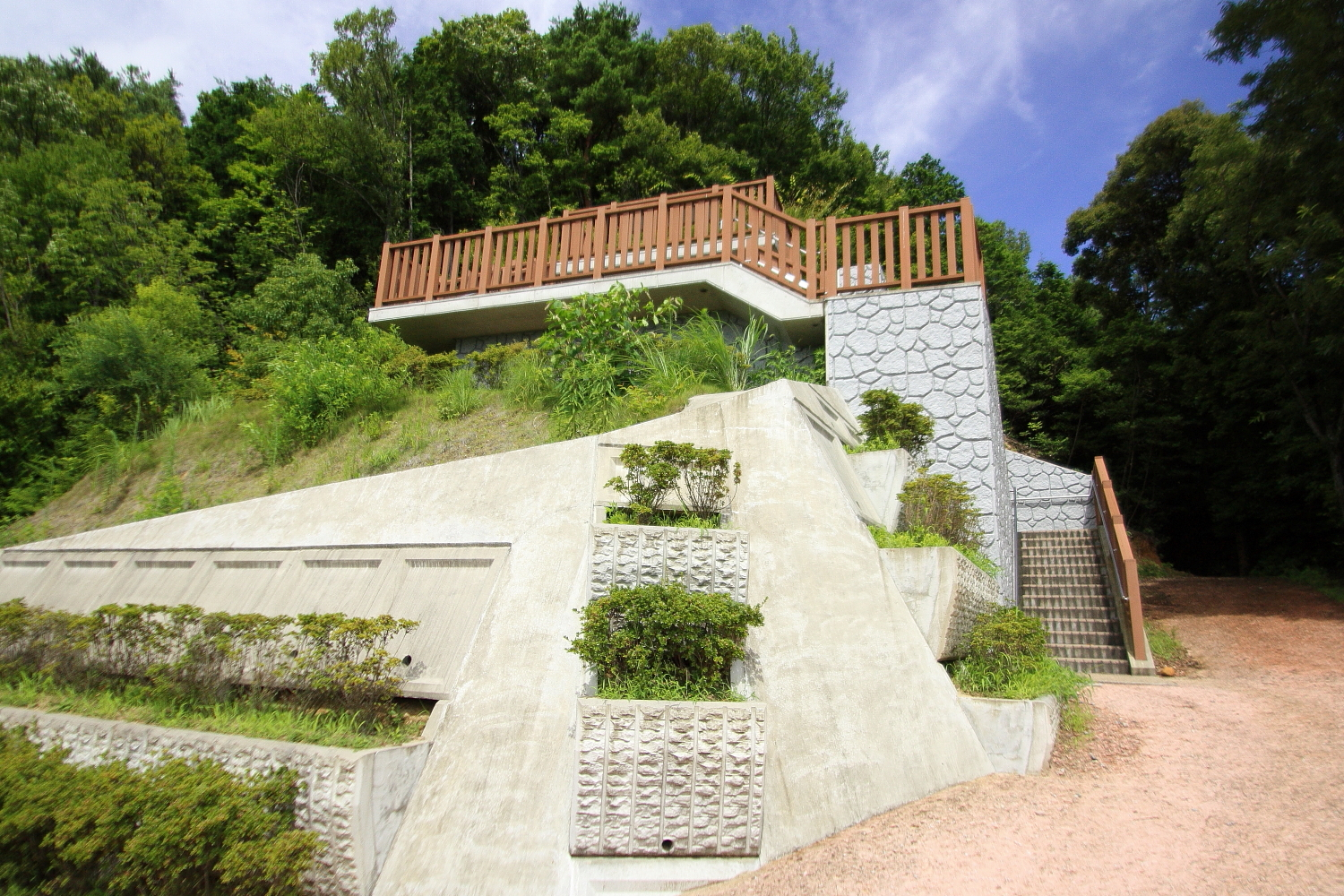
松平郷展望テラス （2009年（平成21年）7月）
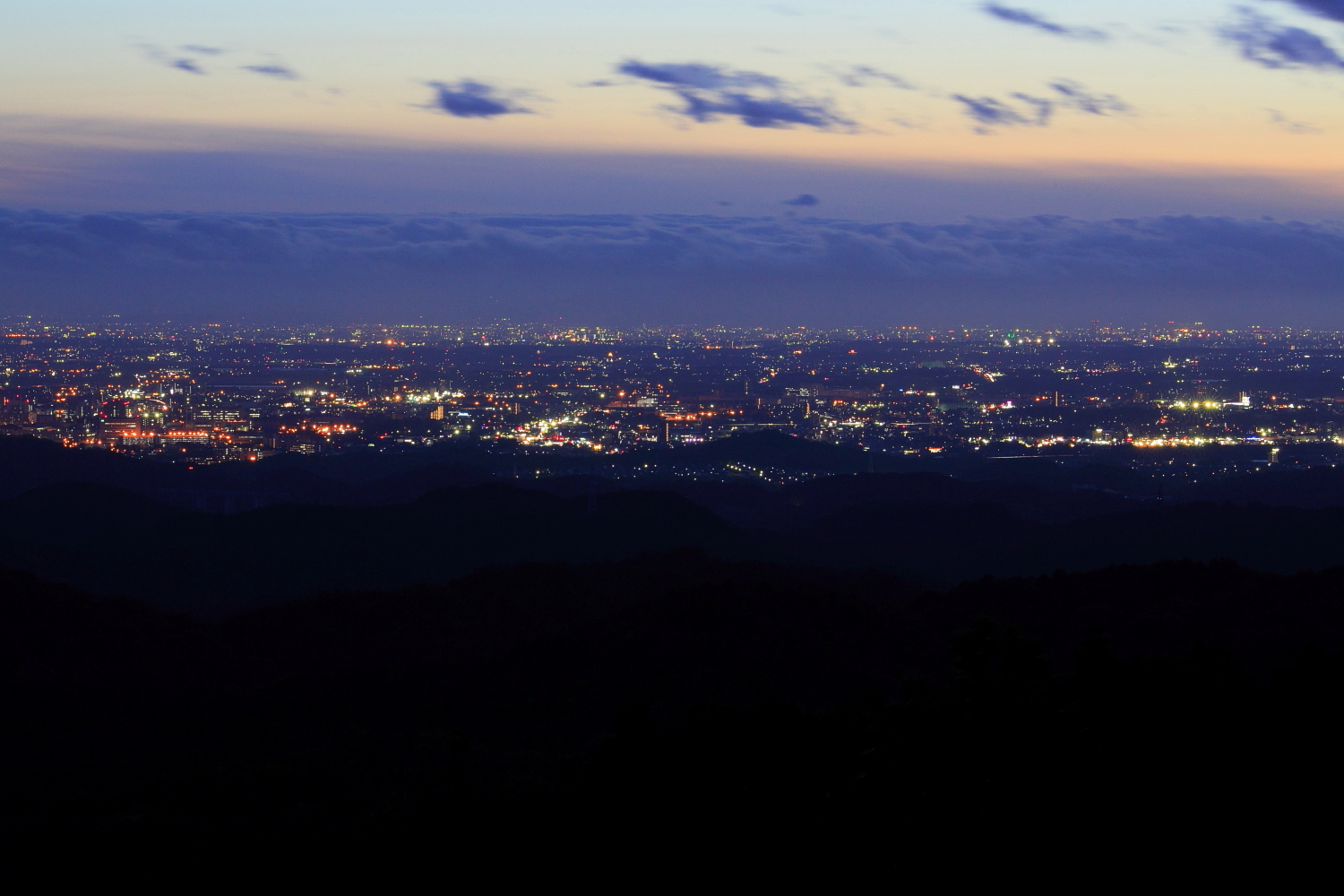
松平郷展望テラスからの夜景 （2011年（平成23年）5月）